# Przejście graniczne Lenarcice-Linhartovy
Przejście graniczne Lenarcice-Linhartovy – polsko-czeskie przejście małego ruchu granicznego położone w województwie opolskim, w powiecie głubczyckim, w gminie Głubczyce, w miejscowości Lenarcice, zlikwidowane w 2007.

## Opis
Przejście graniczne Lenarcice-Linhartovy zostało utworzone 9 lutego 2001 w celu ułatwienia wzajemnych kontaktów między mieszkańcami terenów przygranicznych. Czynne było w godz. 6.00–22.00. Dopuszczony był ruch pieszych, rowerzystów, motocyklami do 50 cm³ i maszynami rolniczymi. Odprawę graniczną i celną wykonywały organy Straży Granicznej. Doraźnie kontrolę graniczną i celną osób, towarów oraz środków transportu wykonywała Strażnica Straży Granicznej w Krasnym Polu (Strażnica SG w Krasnym Polu).
Do przejścia granicznego można było dojechać drogą krajową nr 38, w miejscowości Pietrowice, zjazd na Chomiążę, Lenarcice i dalej do granicy państwowej z Republiką Czeską.
21 grudnia 2007 na mocy układu z Schengen przejście graniczne zostało zlikwidowane.

## Galeria

Przejście graniczne Lenarcice-Linhartovy
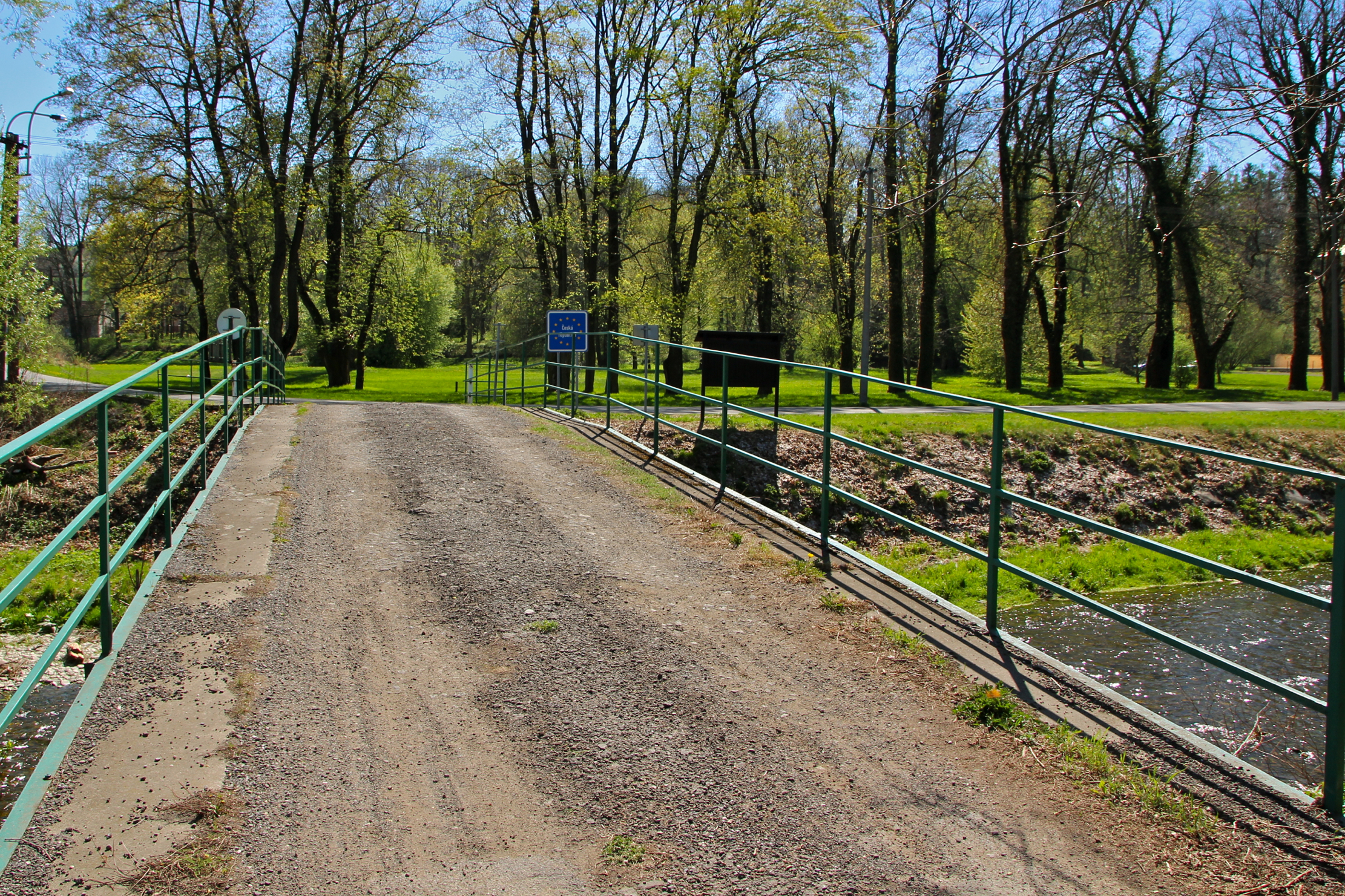
Widok od strony RP (kwiecień 2012)
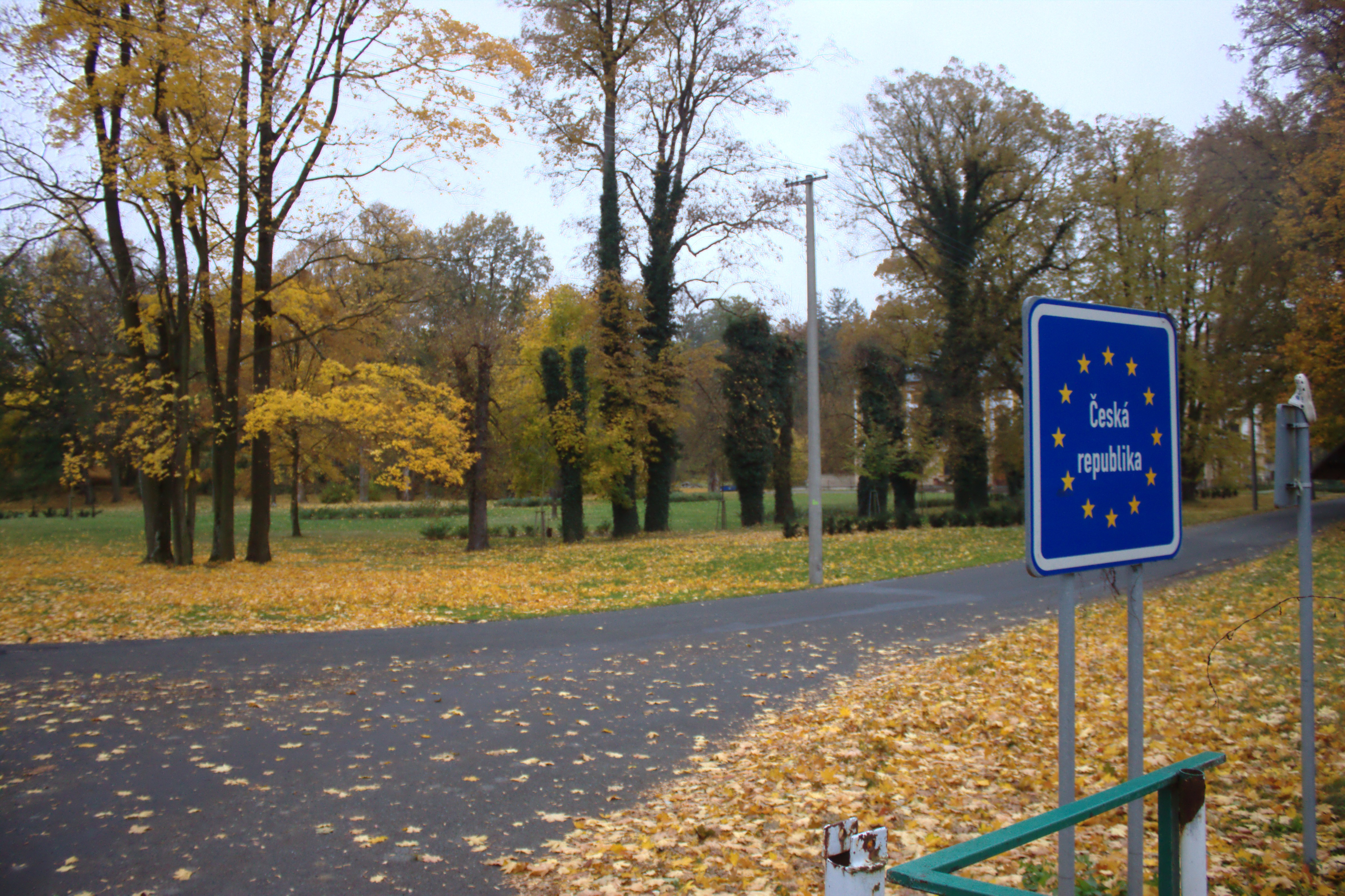
Widok od strony RP (październik 2016)